# Little Meg and the Wonderful Lamp
Little Meg and the Wonderful Lamp è un cortometraggio muto del 1906 diretto da Lewin Fitzhamon e interpretato da Dolly Lupone.

## Trama
Una giovanetta è mossa da compassione vedendo in strada una povera ragazzina che cerca di sopravvivere vendendo alcune cianfrusaglie. Con il consenso di sua madre, la porta a teatro ad assistere ad una pantomima. Lo spettacolo mette in scena la storia di Aladino e della sua lampada meravigliosa: la piccola Meg, la mendicante, è incantata. Vedendo che basta sfregare la lampada per far apparire un genio che realizza tutti i desideri, Meg ruberà poi la lampada ma verrà arrestata. Sarà l'intervento della sua buona amica a salvarla.

## Produzione
Il film fu prodotto dalla Hepworth.

## Distribuzione
Distribuito dalla Hepworth, il film - un cortometraggio di 160 metri - uscì nelle sale cinematografiche britanniche nel dicembre 1906.
Si conoscono pochi dati del film che, prodotto dalla Hepworth, fu distrutto nel 1924 dallo stesso produttore, Cecil M. Hepworth. Fallito, in gravissime difficoltà finanziarie, il produttore pensò in questo modo di poter almeno recuperare il nitrato d'argento della pellicola.